# 1994-es Formula–1 japán nagydíj
Az japán nagydíj volt az 1994-es Formula–1 világbajnokság tizenötödik futama.

## Futam
A következő szuzukai esős futamon Hill győzött Schumacher és Alesi előtt, így a szezonzáró ausztrál nagydíj előtt ismét 1 pont lett a különbség Schumacher és Hill között.
| Helyezés | #  | Versenyző             | Csapat/Motor      | Futott körök | Idő/Kiesés oka | Rajthely | Pontszám |
| -------- | -- | --------------------- | ----------------- | ------------ | -------------- | -------- | -------- |
| 1        | 0  | Damon Hill            | Williams-Renault  | 50           | 1:55:54,4      | 2        | 10       |
| 2        | 5  | Michael Schumacher    | Benetton-Ford     | 50           | +3,365         | 1        | 6        |
| 3        | 27 | Jean Alesi            | Ferrari           | 50           | +52,045        | 7        | 4        |
| 4        | 2  | Nigel Mansell         | Williams-Renault  | 50           | +56,074        | 4        | 3        |
| 5        | 15 | Eddie Irvine          | Jordan-Hart       | 50           | +1:42,107      | 6        | 2        |
| 6        | 30 | Heinz-Harald Frentzen | Sauber-Mercedes   | 50           | +1:59,863      | 3        | 1        |
| 7        | 7  | Mika Häkkinen         | McLaren-Peugeot   | 50           | +2:02,985      | 8        |          |
| 8        | 9  | Christian Fittipaldi  | Footwork-Ford     | 49           | +1 kör         | 18       |          |
| 9        | 20 | Eric Comas            | Larrousse-Ford    | 49           | +1 kör         | 22       |          |
| 10       | 11 | Mika Salo             | Lotus-Mugen-Honda | 49           | +1 kör         | 25       |          |
| 11       | 26 | Olivier Panis         | Ligier-Renault    | 49           | +1 kör         | 19       |          |
| 12       | 31 | David Brabham         | Simtek-Ford       | 48           | +2 kör         | 24       |          |
| 13       | 12 | Alessandro Zanardi    | Lotus-Mugen-Honda | 48           | +2 kör         | 17       |          |
| Kiesett  | 4  | Mark Blundell         | Tyrrell-Yamaha    | 26           | Motorhiba      | 13       |          |
| Kiesett  | 14 | Rubens Barrichello    | Jordan-Hart       | 16           | Váltó          | 10       |          |
| Kiesett  | 8  | Martin Brundle        | McLaren-Peugeot   | 13           | Kicsúszás      | 9        |          |
| Kiesett  | 10 | Gianni Morbidelli     | Footwork-Ford     | 13           | Kicsúszás      | 12       |          |
| Kiesett  | 28 | Gerhard Berger        | Ferrari           | 10           | Gyújtás        | 11       |          |
| Kiesett  | 25 | Franck Lagorce        | Ligier-Renault    | 10           | Ütközés        | 20       |          |
| Kiesett  | 23 | Pierluigi Martini     | Minardi-Ford      | 10           | Ütközés        | 16       |          |
| Kiesett  | 24 | Michele Alboreto      | Minardi-Ford      | 10           | Kicsúszás      | 21       |          |
| Kiesett  | 6  | Johnny Herbert        | Benetton-Ford     | 3            | Kicsúszás      | 5        |          |
| Kiesett  | 3  | Katajama Ukjó         | Tyrrell-Yamaha    | 3            | Kicsúszás      | 14       |          |
| Kiesett  | 32 | Inoue Taki            | Simtek-Ford       | 3            | Kicsúszás      | 26       |          |
| Kiesett  | 6  | Jyrki Järvilehto      | Sauber-Mercedes   | 0            | Motorhiba      | 15       |          |
| Kiesett  | 19 | Hideki Noda           | Larrousse-Ford    | 0            | Kicsúszás      | 23       |          |
| NK       | 34 | Bertrand Gachot       | Pacific-Ilmor     |              | DNQ            |          |          |
| NK       | 33 | Paul Belmondo         | Pacific-Ilmor     |              | DNQ            |          |          |

## A világbajnokság élmezőnyének állása a verseny után
| H  | Versenyzők         | Pont | H  | Konstruktőrök    | Pont |
| -- | ------------------ | ---- | -- | ---------------- | ---- |
| 1. | Michael Schumacher | 92   | 1. | Williams-Renault | 108  |
| 2. | Damon Hill         | 91   | 2. | Benetton-Ford    | 103  |
| 3. | Gerhard Berger     | 35   | 3. | Ferrari          | 64   |
| 4. | Mika Häkkinen      | 26   | 4. | McLaren-Peugeot  | 38   |
| 5. | Jean Alesi         | 23   | 5. | Jordan-Hart      | 25   |

## Statisztikák
Vezető helyen:
- Michael Schumacher: 23 (1-18 / 36-40)
- Damon Hill: 27 (19-35 / 41-50)

Damon Hill 9. győzelme, 8. leggyorsabb köre, Michael Schumacher 6. pole-pozíciója.
- Williams 77. győzelme.

Mika Salo első versenye.